# Гимн Финляндии
Наш край (фин. Maamme, швед. Vårt land) — песня композитора Фредрика Пациуса на слова Йохана Людвига Рунеберга, де-факто национальный гимн Финляндии. Исполняется как на финском языке, так и с оригинальными словами Рунеберга на шведском.
Официального статуса песня не имеет, поскольку в Конституции Финляндии о национальном гимне ничего не сказано.

## История создания песни
После того, как в 1809 году Финляндия отошла к России в качестве Великого Княжества , в стране начались существенные перемены, связанные с обретением некоторой государственной самостоятельности, становлением финского языка и самостоятельной, не зависящей ни от Швеции, ни от России культуры Финляндии. Национальное самосознание финнов проявилось, в частности, в том, что в большом количестве стали появляться стихотворения о любви к родине (как на шведском, так и на финском языке).

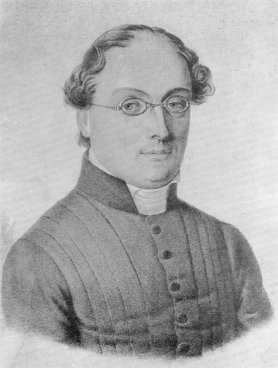
Портрет Йохана Людвига Рунеберга (1849)

Одним из наиболее известных и значительных поэтов Финляндии середины XIX века был Йохан Рунеберг (1804—1877), автор большого числа патриотических произведений, писавший на шведском языке. Позже он был назван национальным поэтом Финляндии. В 1846 году он написал стихотворение «Наш край» (швед. Vårt land), которое было представлено им студентам Хельсинкского университета. В 1848 году оно было опубликовано, став прологом к его циклу стихов «Рассказы прапорщика Столя», в которых Рунеберг выражал идеи морали, гуманизма, ответственности, патриотизма — и, одновременно, воспевал пейзажи родной страны. Говоря о бедности народа Финляндии и его способности довольствоваться малым, Рунеберг видел приход светлого будущего через развитие народа и его «взросление».

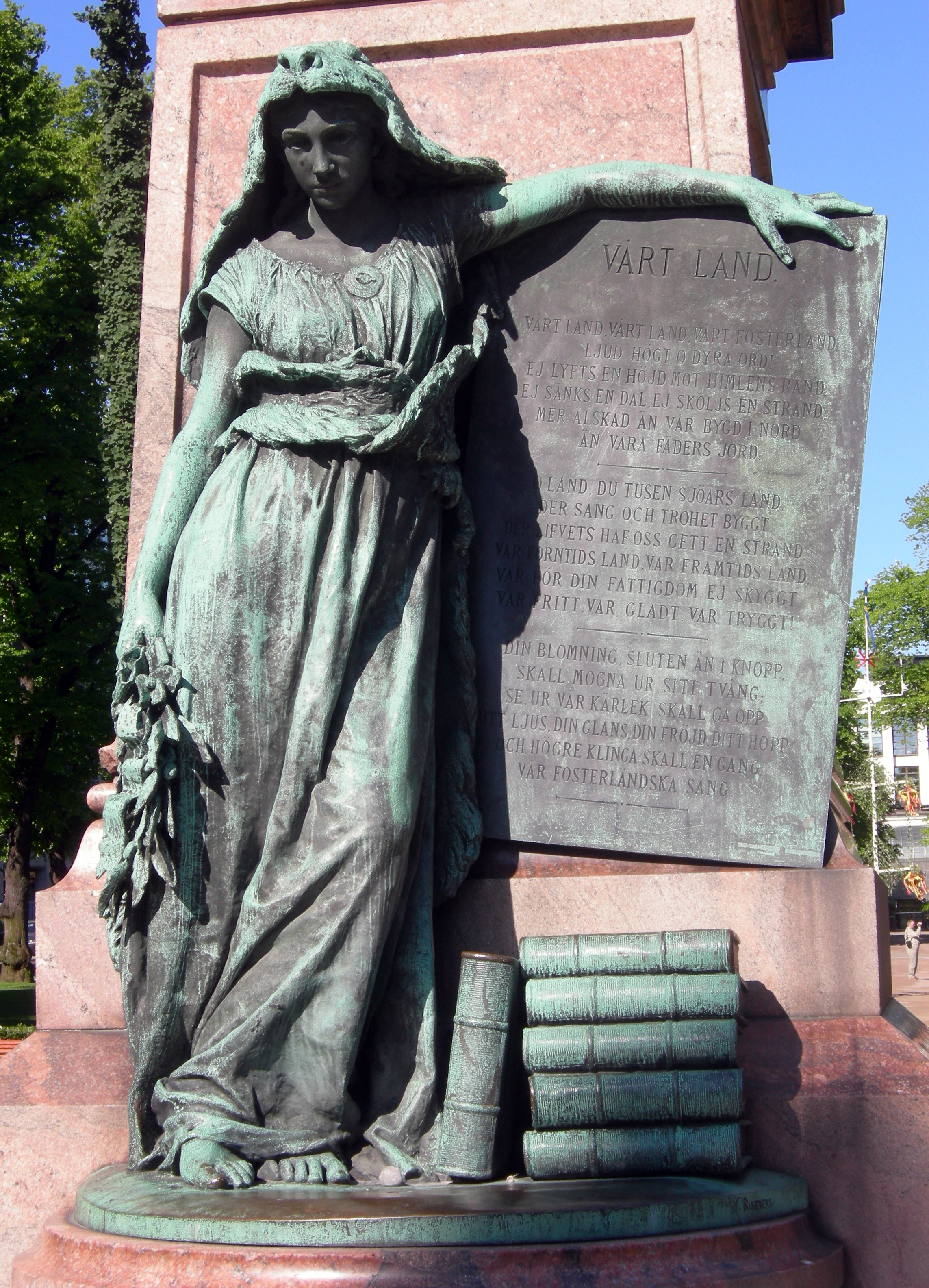
Памятник в Хельсинки, посвящённый стихотворению Йохана Людвига Рунеберга «Мой край». Автор памятника — Вальтер Рунеберг, сын Йохана Рунеберга

Композитор Фредрик Пациус, эмигрант из Германии, положил стихотворение на музыку, и в мае 1848 года песня прозвучала в исполнении академического хора (на шведском языке). Современный вариант текста на финском языке, написанный в 1889 году, принадлежит Пааво Каяндеру (1846—1913), переводчику «Рассказов прапорщика Столя» на финский; перевод Каяндера, в свою очередь, в значительной степени основан на переводе этого стихотворения, сделанного в 1867 году Юлиусом Кроном (1835—1888).
Эта песня так часто звучала на различных мероприятиях и по радио, что постепенно стала восприниматься как национальный гимн Финляндии. В 1915 году Александр Блок перевёл текст песни на русский язык.
«Рассказы прапорщика Столя» высоко ценились на территории всей Скандинавии вплоть до приобретения независимости Финляндией в 1917 году. Мелодию Пациуса на стихи Рунеберга также часто пели в Дании, Норвегии и Швеции.
Эта же мелодия является мелодией гимна Эстонии.

## Слова гимна Финляндии
| Vårt land Йохан Людвиг Рунеберг (первоначальный вариант на шведском языке) 1. Vårt land, vårt land, vårt fosterland, Ljud högt, o dyra ord! Ej lyfts en höjd mot himlens rand, Ej sänks en dal, ej sköljs en strand, Mer älskad än vår bygd i nord, Än våra fäders jord. 2. Vårt land är fattig, skall så bli För den, som guld begär. En främling far oss stolt förbi: Men detta landet älska vi, För oss med moar, fjäll och skär Ett guldland dock det är. 3. Vi älska våra strömmars brus Och våra bäckars språng. Den mörka skogens dystra sus, Vår stjärnenatt, vårt sommarlju. Allt, allt, vad här som syn, som sång Vårt hjärta rört en gång. 4. Här striddes våra fäders strid Med tanke, svärd och plog. Här, här, i klar som mulen tid. Med lycka hård, med lycka blid. Det finska folkets hjärta slog. Här bars vad det fördrog. 5. Vem täljde väl de striders tal. Som detta folk bestod. Då kriget röt från dal till dal. Då frosten kom med hungers kval. Vem mätte allt dess spillda blod Och allt dess tålamod? 6. Och det var här det blodet flöt, Ja, här för oss det var, Och det var här sin fröjd det njöt, Och det var här sin suck det göt. Det folk som våra bördor bar Långt före våra dar. 7. Här är oss ljuvt, här är oss gott, Här är oss allt beskärt; Hur ödet kastar än vår lott. Ett land, ett fosterland vi fått, Vad finns på jorden mera värt Att hållas dyrt och kärt? 8. Och här och här är detta land. Vårt öga ser det här, Vi kunna sträcka ut vår hand Och visa glatt på sjö och strand Och säga: se det landet där. Vårt fosterland det är. 9. Och fördes vi att bo i glans Bland guldmoln i det blå, Och blev vårt liv en stjärnedans. Där tår ej göts, där suck ej fanns. Till detta arma land ändå Vår längtan skulle stå. 10. O land, du tusen sjöars land, Där sång och trohet byggt, Där livets hav oss gett en strand, Vår forntids land, vår framtids land. Var för din fattigdom ej skyggt. Var fritt, var glatt, var tryggt. 11. Din blomning, sluten än i knopp, Skall mogna ur sitt tvång; Se, ur vår kärlek skall gå opp Ditt ljus, din glans, din fröjd, ditt hopp. Och högre klinga skall en gång Vår fosterländska sång. | Maamme Пааво Каяндер (перевод на финский язык) 1. Oi maamme, Suomi, synnyinmaa, soi sana kultainen! Ei laaksoa, ei kukkulaa, ei vettä rantaa rakkaampaa, kuin kotimaa tää pohjoinen, maa kallis isien! 2. On maamme köyhä, siksi jää, jos kultaa kaivannet Sen vieras kyllä hylkäjää, mut meille kallein maa on tää, sen salot, saaret, manteret, ne meist on kultaiset. 3. Ovatpa meille rakkahat koskemme kuohuineen, ikuisten honkain huminat, täht’yömme, kesät kirkkahat, kaikk’kuvineen ja lauluineen mi painui sydämeen. 4. Täss auroin, miekoin, miettehin isämme sotivat, kun päivä piili pilvihin tai loisti onnen paistehin, täss Suomen kansan vaikeimmat he vaivat kokivat. 5. Tään kansan taistelut ken voi ne kertoella, ken? Kun sota laaksoissamme soi, ja halla näläntuskan toi, ken mittasi sen hurmehen ja kärsimykset sen? 6. Täss on sen veri virrannut hyväksi meidänkin, täss iloaan on nauttinut ja murheitansa huokaillut se kansa, jolle muinaisin kuormamme pantihin. 7. Tääll' olo meill on verraton ja kaikki suotuisaa, vaikk onni mikä tulkohon, maa isänmaa se meillä on. Mi maailmass on armaampaa ja mikä kalliimpaa? 8. Ja tässä, täss' on tämä maa, sen näkee silmämme. me kättä voimme ojentaa ja vettä rantaa osoittaa ja sanoa: kas tuoss' on se, maa armas isäimme. 9. Jos loistoon meitä saatettais vaikk' kultapilvihin, mis itkien ei huoattais, vaan tärkein riemun sielu sais, ois tähän köyhäänkotihin halumme kuitenkin. 10. Totuuden, runon kotimaa maa tuhatjärvinen miss' elämämme suojan saa, sa muistojen, sa toivon maa, in ollos, onnes tyytyen, vapaa ja iloinen. 11. Sun kukoistukses kuorestaan kerrankin puhkeaa, viel' lempemme saa nousemaan sun toivos, riemus loistossaan, ja kerran, laulus synnyinmaa korkeemman kaiun saa.                 |
| Переводы на русский язык | |
| Наш край Перевод Александра Блока Наш край, наш край, наш край родной, — О, звук, всех громче слов! Чей кряж, растущий над землёй, Чей брег, встающий над водой, Любимей гор и берегов Родной земли отцов? Ступай, надменный чужевер, Ты звону злата рад! Наш бедный край угрюм и сер, Но нам узоры гор и шхер — Отрада, слаще всех отрад, Неоценённый клад. Нам люб потоков наших рёв, Ручьёв бегущих звон, Однообразный шум лесов, Свет звёзд, прозрачность вечеров, Всё, всё, чем слух был поражён, Чем взор был полонён. Здесь с мыслью, с плугом и с мечом Отцы ходили в бой, Здесь ночь за ночью, день за днём Народный дух пылал огнём — В согласье с доброю судьбой, В борьбе с судьбою злой. Кто счёт народным битвам вёл, Когда всё вновь и вновь Война неслась из дола в дол, Мороз и глад за ним пришёл, — Кто мерил пролитую кровь, Терпенье и любовь? Да, здесь, вот здесь та кровь текла, За нас текла тогда, Душа народа здесь цвела И тяжким вздохом изошла В давно прошедшие года Под бременем труда. Здесь — наше всё, здесь — светлый рай, Отрада наших дней! Как рок жестокий ни пытай — Он всё при нас, родимый край. Что ж нам любить ещё полней, Святей и горячей? И здесь, и там блуждает взор, Я руку протяну — Взгляни на радостный простор, Вон берега, вон рябь озёр, Взгляни на всё, как я взгляну На милую страну. И пусть на нас прольётся свет Из тверди золотой, Пусть станет жизнь игрой планет, Где слёз не льют, где вздохов нет, А всё — убогий край родной Мы помянём с тоской. О, край, многоозёрный край, Где песням нет числа, От бурь оплот, надежды рай, Наш старый край, наш вечный край, И нищета твоя светла, Смелей, не хмурь чела! Он расцветёт, твой бедный цвет, Стряхнув позор оков, И нашей верности обет Тебе дарует блеск и свет, И наша песнь домчит свой зов До будущих веков. | Наша страна Перевод Игоря Крайнюкова Страна, страна, наша страна! — Бесценные слова… Долин и гор не знает свет, Нет берегов, и озёр нет Любимых больше, чем наш край, Чем северный наш рай. Чужак съязвит: «Ну и страна! Роскошеств лишена», И гордо он пойдёт своей тропой, Но мы так любим край родной, Что шхеры, лес, простой ручей Нам золота милей. Нам по сердцу шум наших рек, Ручьёв отчизны бег, Шуршанье листьев, тёмный лес, Свет звёзд и солнца луч с небес — Всё то, чью песню и чей вид Душа всегда хранит. Отцы дрались за край родной Умом, мечом, сохой. Порой печаль, порой успех Исходом битв бывали тех, Но финнов сердца слышен стук, Жив ныне этот звук! Как описать лишений гнёт, Что вынес тот народ, Когда гостила здесь война, И голод, смерть несла она? Как его муки измерять, Терпенье описать? Здесь место то, где кровь лилась, Да, здесь рекой неслась. Здесь место то, где радость знал, Здесь место то, где тяжело вздыхал Народ, что в свои дни, в свой час Страдал порой за нас. Здесь любо нам, здесь наш покой, Здесь радостно нам жить. Наш край назначен нам судьбой, Не нужен жребий нам другой, Ведь что другое может быть, Что сможем так любить? Вот наше место, здесь оно, Мы видим здесь его. Мы можем указать рукой На море, на берег морской, Сказать: «Смотри! Что за страна! Отчизна нам она!» Пусть даже будем жить в раю, Прекраснейшем краю, Где жёлтый крест, где синий цвет, Где радость есть, печали нет, Мы будем вспоминать с тоской Убогий край родной. О, тысячи озёр страна, Тебе душа верна. Здесь наша пристань, наш приют, Отцы здесь жили, сыновья умрут, И твоя бедность не порок, Родимый уголок. В оковах ты, и твой цветок Пока ещё росток, Но наши вера и любовь Помогут, зацветёшь ты вновь, И зазвучат эти слова, Придёт и их пора. |

## Интересные факты
Название «Гимн Финляндии» носит также одна из частей симфонической поэмы Яна Сибелиуса «Финляндия». Эта музыка со словами Вейкко Коскенниеми также предлагалась на роль действующего гимна страны.